# BMW R6
De BMW R 6 is een motorfiets van het merk BMW.
In 1929 was BMW voor haar tweecilinders overgestapt van 500- naar 750 cc. Er werden steeds series van twee motorfietsen uitgebracht: een toermodel met zijklepmotor en een sportmodel met kopklepmotor. Er werd altijd gewerkt volgens het "Baukastensystem", waardoor zo veel mogelijk onderdelen uitwisselbaar waren. In hetzelfde jaar stapte men over van buisframes naar geklonken plaatframes. Toch was goed te zien dat de eerste BMW, de R 32 uit 1923 een goede basis had gelegd voor de toekomst. Alle BMW's, inclusief de eencilinders, droegen tot 1936 de basiskenmerken van deze motor.

## R 6
In 1936, met het verschijnen van de R 5, werden echter flinke vernieuwingen doorgevoerd. Om te beginnen ging men terug naar 500 cc. Het "zustermodel", de R 6, kreeg echter niet dezelfde motor in zijklepuitvoering, maar een 600 cc zijklepmotor. Zo ontstond toch weer een "paar", de R 5 als sportmotor, de R 6 als toermotor. De R 6 kwam echter een jaar later, in 1937, op de markt.
De R 5 en R 6 hadden een geheel nieuw, uit ovale buis getrokken dubbel wiegframe dat tot ver in de jaren vijftig dienst zou doen. Het frame was ook vloeiender van vorm, en de hele motor was slanker en "ronder" vormgegeven dan voorgaande modellen. Het voorspatbord was minder robuust waardoor de machine ook een vlotter uiterlijk kreeg. De machine volgde min of meer de lijnen van de sport- en racemodellen die door de BMW fabrieksrijders en wedstrijden werden ingezet, zoals de WR 750 recordmachine van Ernst Henne en de "Grand Prix" motor uit 1935. De telescoopvork had regelbare oliedemping. Deze kon zelfs tijdens het rijden ingesteld worden, een principe dat op de dag van vandaag nog uiterst zeldzaam is. De ontsteking moet nog met de hand geregeld worden. De enkelvoudige droge plaatkoppeling werd bediend met een drukstang die dwars door de hoofdas van de versnellingsbak liep. Dit systeem bleef intact tot in 1996 (R 100 R Mystic). Net als de racemotoren kreeg de R 6 voetschakeling. Hiernaast kreeg de machine ook nog een korte handpook, waarmee niet alleen "normaal" geschakeld kon worden, maar ook - als bij een auto - elke versnelling, inclusief de vrijstand, direct gekozen kon worden.
Toch was de R 6, die de R 12 als toermotor verving, minder modern als zijn sportieve "broer" R 5, hoewel hij ook voorzien werd van twee carburateurs. Het tijdperk van de zijklepmotoren begon ten einde te lopen, en dit 600cc-exemplaar moest eigenlijk vooral als een goede zijspan-trekker gelden. Toch kwam er na één jaar al een opvolger, toen de R 51 als sportmodel gepaard werd aan de R 61 toermotor. Ook dit was een 600cc-model.

### Technische gegevens
| Periode            | 1937                                   | 1937                                   | 1937                                   |
| Categorie          | toermotor                              | toermotor                              | toermotor                              |
| Motortype          | zijklepmotor                           | zijklepmotor                           | zijklepmotor                           |
| Bouwwijze          | langsgeplaatste tweecilinderboxermotor | langsgeplaatste tweecilinderboxermotor | langsgeplaatste tweecilinderboxermotor |
| boring             | 70 mm                                  | 70 mm                                  | 70 mm                                  |
| slag               | 78 mm                                  | 78 mm                                  | 78 mm                                  |
| Cilinderinhoud     | 594 cc                                 | 594 cc                                 | 594 cc                                 |
| Max. Vermogen      | 12 kW/18 pk                            |                                        |                                        |
| Topsnelheid        | 125 km/h                               | 125 km/h                               | 125 km/h                               |
| Aandrijving        | as                                     | as                                     | as                                     |
| Rijwielgedeelte    | dubbel wiegframe, buisframe            | dubbel wiegframe, buisframe            | dubbel wiegframe, buisframe            |
| Drooggewicht       | ca. 165 kg                             | ca. 165 kg                             | ca. 165 kg                             |
| Max. totaalgewicht | 210 kg                                 | 210 kg                                 | 210 kg                                 |
| Voorganger         | R 12                                   | R 12                                   | R 12                                   |
| Opvolger           | R 61                                   | R 61                                   | R 61                                   |